# Роман, Рудольф фон
Рудольф фон Роман (нем. Rudolf Freiherr von Roman; 19 ноября 1893 — 18 февраля 1970) — немецкий офицер, участник Первой и Второй мировых войн, генерал артиллерии, кавалер Рыцарского креста с Дубовыми листьями.

## Начало военной карьеры
В августе 1912 года поступил на военную службу фанен-юнкером (кандидат в офицеры), в артиллерийский полк. С 1 августа 1914 года — лейтенант.

## Первая мировая война
Командир батареи, с апреля 1917 года — старший лейтенант. За время войны награждён Железными крестами обеих степеней.

## Между мировыми войнами
Продолжил службу в рейхсвере. К началу Второй мировой войны — командир артиллерийского полка, полковник.

## Вторая мировая война
В сентябре-октябре 1939 года — участвовал в Польской кампании, награждён планками к Железным крестам обеих степеней (повторное награждение).
В мае-июне 1940 года — участвовал во Французской кампании. С ноября 1940 — начальник артиллерии 3-го армейского корпуса.
С 22 июня 1941 года — участвовал в германо-советской войне, бои на Украине. С сентября 1941 — генерал-майор. С 24 ноября 1941 — командир 35-й пехотной дивизии (под Москвой). В декабре 1941 — награждён Золотым немецким крестом.
В феврале 1942 года — награждён Рыцарским крестом. С сентября 1942 — командующий 20-м армейским корпусом. С октября 1942 — генерал-лейтенант, с ноября 1942 — генерал артиллерии.
В октябре 1943 года — награждён Дубовыми листьями к Рыцарскому кресту (за бои в районе Гомеля).
В конце апреля 1945 года — командовал 64-м армейским корпусом на Западном фронте, после капитуляции Германии 8 мая 1945 года — взят в американский плен (отпущен на свободу в 1947).

## Награды
- Железный крест (1914) 2-го класса (5 сентября 1914)
- Железный крест (1914) 1-го класса (14 августа 1916)
- Нагрудный знак «За ранение» в чёрном (1918)
- Пряжка к Железному кресту 2-го класса (18 сентября 1939)
- Пряжка к Железному кресту 1-го класса (1 декабря 1939)
- Немецкий крест в золоте (19 декабря 1941)
- Рыцарский крест Железного креста с дубовыми листьями
  - рыцарский крест (19 февраля 1942)
  - дубовые листья (№ 313) (28 октября 1943)